# 1776 în literatură
Anul 1776 în literatură a implicat o serie de evenimente și cărți noi semnificative.  

## Cărți noi
- Elizabeth Griffith - The Story of Lady Juliana Harley
- Friedrich Heinrich Jacobi - Edward Allwill's Briefsammlung
- Ignacy Krasicki - Aventurile lui Mikołaj Doświadczyński (Mikołaja Doświadczyńskiego przypadki) (primul roman în poloneză)
- Samuel Jackson Pratt ca "Courtney Melmoth" - The Pupil of Pleasure